# Oenothera simulans
Oenothera simulans är en dunörtsväxtart som först beskrevs av John Kunkel Small, och fick sitt nu gällande namn av Warren Lambert Wagner och Hoch. Oenothera simulans ingår i släktet nattljussläktet, och familjen dunörtsväxter. Inga underarter finns listade i Catalogue of Life.